# Tramlijn Harkezijl - Makkum
De tramlijn Harkezijl - Makkum was een tramlijn tussen Harkezijl en Makkum. 

## Geschiedenis
De lijn werd geopend op 1 april 1898 door de Nederlandsche Tramweg Maatschappij (NTM) en er werd gereden met paardentrams. De lijn werd gesloten op 16 juli 1930 als laatste paardentramlijn van Nederland en vervolgens opgebroken.